# AD Navyplane
L'AD Navyplane est un hydravion biplace de reconnaissance et bombardement dessiné au sein du British Admiralty Air Department par Harold Bolas avec l’aide d’un ingénieur du bureau d’études Pemberton-Billing, R.J. Mitchell. Les performances du prototype seront tellement médiocres que le programme sera annulé immédiatement après les premiers essais en vol.

## Une formule particulière
L'AD Navyplane présentait une configuration assez particulière pour un hydravion : Le fuselage se composait d’une courte nacelle, montée à mi-distance entre les plans supérieur et inférieur, terminée à l’arrière par un moteur rotatif entraînant une hélice propulsive. L’observateur disposait à l’avant d’une mitrailleuse Lewis de 7,7 mm et une torpille devait être chargé entre les flotteurs.

## Des performances médiocres
Deux prototypes [9095/6] furent commandés en janvier 1916 pour le RNAS, qui réserva les numéros de série N1070/1074 pour 5 exemplaires supplémentaires. Construit par Perberton-Billing, qui deviendra quelques mois plus tard Supermarine, le premier prototype débuta ses essais en août 1916, piloté par le Lt-Commander John Seddon. Il se révéla immédiatement sous-motorisé et difficile à tenir en vol. Le moteur fut donc remplacé par un autre moteur rotatif, l’AR.1 (Bentley BR.1) et de nouveaux essais furent menés en mai 1917 : Sans passager ni armement il atteignait difficilement les 120 km/h. Le programme fut définitivement abandonné le 27 août 1917, sans que le second prototype ait été achevé.